# Eugène Soudan
Eugène Edouard César Gaëtan Soudan (* 4. Dezember 1880 in Ronse, Ostflandern, Belgien; † 30. November 1960 in Brüssel) war ein belgischer Rechtswissenschaftler, Hochschullehrer und Politiker der Belgischen Arbeiterpartei.

## Biografie
Nach dem Schulbesuch studierte er Rechtswissenschaft und war nach der Promotion zum Doktor der Rechtswissenschaften als Professor für Rechtswissenschaft an der Vrije Universiteit Brussel tätig.
Daneben begann er eine politische Laufbahn und wurde 1919 erstmals zum Mitglied der Abgeordnetenkammer gewählt und vertrat dort zunächst bis 1936 die Interessen des Arrondissements Oudenaarde. Zusätzlich war er zwischen 1926 und 1958 Bürgermeister seiner Geburtsstadt Ronse.
Am 25. März 1935 wurde er von Premierminister Paul van Zeeland als Justizminister erstmals in eine Regierung berufen und gehörte dieser zunächst bis zum 13. Juni 1936 an. Nach seinem Ausscheiden aus der Abgeordnetenkammer war er zwischen 1936 und 1939 Mitglied des Senats und vertrat dort die Belgische Arbeiterpartei.
1938 war er für einige Zeit Finanzminister sowie 1939 Außenminister. 1939 wurde er auch erneut Mitglied der Abgeordnetenkammer und vertrat dort diesmal bis 1958 das Arrondissement Oudenaarde.
Außerdem war er im April 1939 für zwei Tage und dann erneut vom 3. September 1939 bis zum 5. Januar 1940 wieder Justizminister in der Regierung von Premierminister Hubert Pierlot. Dieser berief ihn dann nach einer Kabinettsumbildung 1940 zunächst zum Minister für öffentlichen Unterricht und nach einer weiteren Umbildung der Regierung zwischen 1940 und 1944 zum Minister ohne Geschäftsbereich. Während eines Aufenthalts in Frankreich wurde er am 26. Oktober 1943 von der Wehrmacht gefangen genommen und im Gefängnis von Fresnes inhaftiert. Im Anschluss wurde er in das KZ Buchenwald verlegt, in dem sich zu der Zeit mit Paul-Émile Janson ein weiterer Minister ohne Geschäftsbereich befand. Während Janson dort am 3. März 1944 starb, überlebte Soudan die Inhaftierung und wurde Anfang April 1945 von der US Army dort befreit.
Für seine politischen Verdienste wurde er am 3. September 1945 neben zahlreichen weiteren Politikern mit dem Ehrentitel Staatsminister gewürdigt.